# Merkurbrunnen (Brünn)

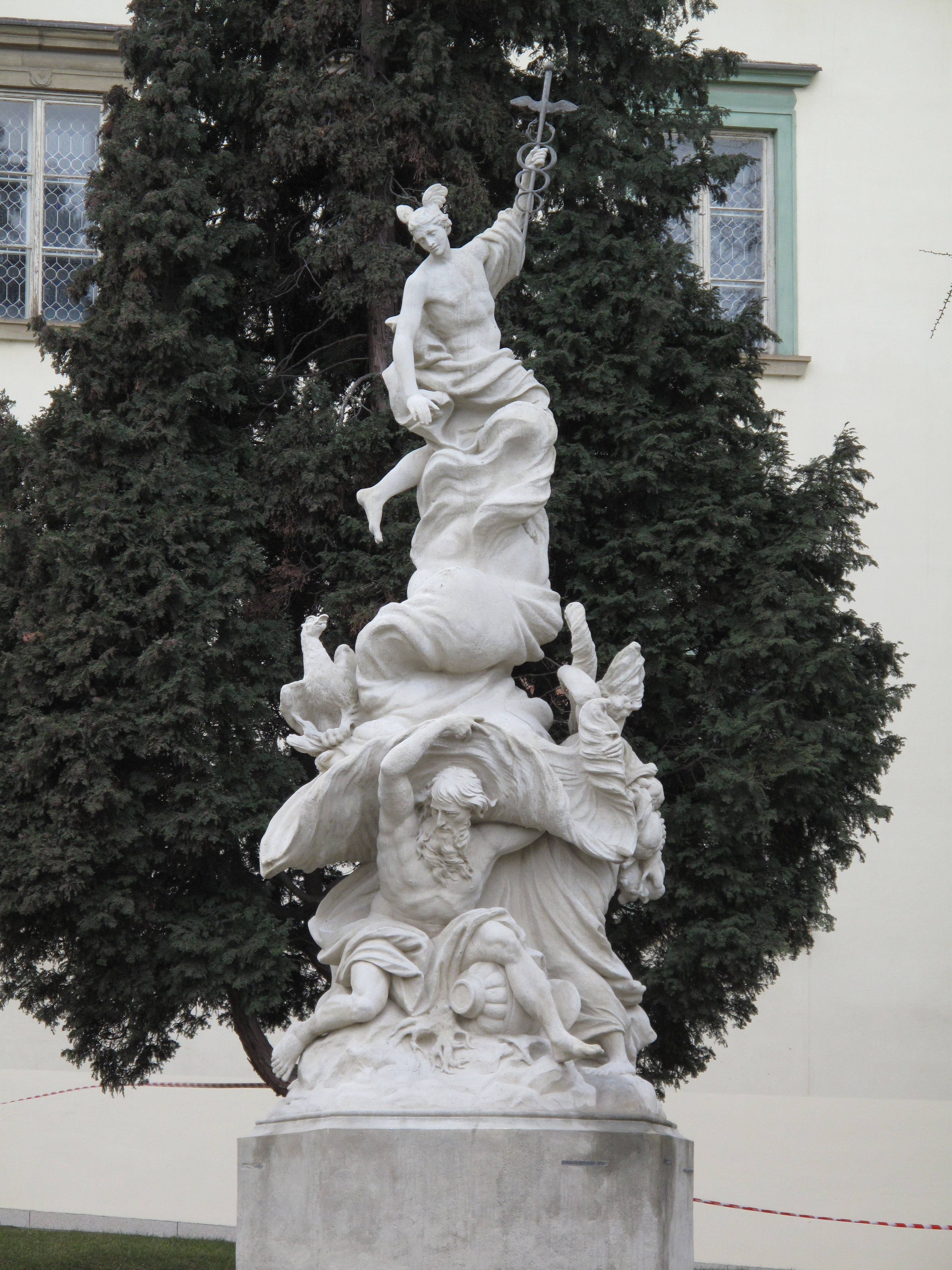
Merkurbrunnen im Hof des Mährischen Landesmuseums

Der Merkurbrunnen, tschechisch Merkurova kašna, auch kašna Čtyř živlů, war ein barocker städtischer Laufbrunnen in Brünn, Tschechien. 
Der Brunnen wurde in den Jahren 1693 bis 1699 von Ignaz Bendl aus Kaiserstein vom kayserlichen Steinbruch am Leithaberg auf dem heutigen Platz der Freiheit (náměstí Svobody) errichtet. Er hatte einen polygonalen Grundriss mit einem Durchmesser von etwa 7,5 Meter. In der Mitte stand eine monumentale 5,5 Meter hohe Skulptur. Zwei männliche Statuen symbolisieren die Flüsse Svitava und Svratka, die dritte – eine Nymphe – hält ein Füllhorn als Symbol des Reichtums des Landes in der Hand. Zentrale Figur ist die Statue Merkurs, dessen gestreckte Hand den blühenden Brünner Handel symbolisiert. Der Brunnen wurde wahrscheinlich von der dritten städtischen Wasserleitung von Královo Pole gespeist. 
Dieses Kunstwerk hat neben der hier gebotenen sachlichen Erklärung natürlich auch eine geistige Botschaft, hier wurde böhmisch-mährische Geschichte symbolhaft dargestellt. 
Im Jahr 1867 wurde der Brunnen entfernt. Das Material des Brunnenbeckens wurde verkauft. Die Skulptur bekam das Mährische Landesmuseum, in dessen Hof sich der Brunnen heute befindet.